# TOYOTA モーニングナビゲート・週刊エンター
TOYOTAモーニングナビゲート・週刊エンター（トヨタモーニングナビゲート・しゅうかんエンター）は、文化放送にて放送中の番組。トヨタ自動車の一社提供。タイトルに「週刊」とあるが、これはテーマが1週間ごとに変わるという意味であり、実際は月曜から金曜までのベルト編成。
2010年4月4日より、タイトルが「週刊エンター」になり、文化放送のみで7:30～7:40頃（『吉田照美 ソコダイジナトコ』内）に放送されている。

## 内容
ニュース・スポーツ・音楽・芸能・エンターテインメント等のさまざまな話題を、吉田照美と唐橋ユミの進行で伝える。1週間ごとに変わるテーマには一部の例外を除いて「ソコダイジナ」が頭についている（例：「ソコダイジナ昭和の歌姫」）。肝心事の情報には、ゲストを招いてのトークを繰り広げることもある。
なお、ネット局でも放送されていた時には、文化放送では朝ワイド『吉田照美 ソコダイジナトコ』内の1コーナーで生放送だが、ネット局では録音番組として一週間遅れの放送であった。また、取り上げる話題は文化放送とネット局では内容が異なる場合があった（例:『吉田照美 ソコダイジナトコ』の聴取率調査週間時の企画 (クイズ「東京の街 ここは何処でしょう？」他) は、一部を除いて放送されなかった。その際はネット局向けの内容に差し替えとなった）。

## 過去のネット局
- STVラジオ 7:30 - 7:40頃（『オハヨー!ほっかいどう』内）
- IBC岩手放送 7:30 - 7:40 （『朝からRADIO』内）
- 山形放送 8:50 - 9:00（『グッとモーニン!!』終了後）
- 信越放送 8:15 - 8:25（『モーニングワイド ラジオJ』内）
- 北日本放送 7:30 - 7:40（『とれたてワイド朝生!』内）
- 静岡放送 8:30 - 8:40（『朝だす!』内）
- 東海ラジオ 7:30 - 7:38（『小島一宏 モーニングあいランド』内）
- ラジオ大阪 7:30 - 7:40（『出発進行!うめじゅんです』内）
- 西日本放送 8:30 - 8:40（『さわやかラジオ きょうも一日きし、快晴!』内）
- 九州朝日放送 8:30 - 8:40（『中村もときの通勤ラジオ』内）
- 熊本放送 7:30 - 7:40（『奥田圭のさんさんラジオ』内）
- 大分放送 7:30 - 7:40（『朝感ラジオ』内）